# 炮台山站
炮台山站（英語：Fortress Hill Station）是一個位於香港香港島東區北角炮台山英皇道與油街交界地底，屬於港鐵港島綫的鐵路車站，於1985年5月31日啟用。

## 車站構造

### 樓層
| G                   | 地面 | 出入口 |   |  |
| L1                  | 大堂 | 客務中心、商店、自助服務、免費Wi-Fi熱點 |   |  |
| L3                  | 月台 | \| \| \| 港島綫往柴灣（北角） \| 1 \| \| \| 分離式 · 開右邊车门 \| \| \| \| \| \| 暗挖式月台層通道 \| \| \| \| \| \| 分離式 · 開右邊车门 \| \| \| \| \| \| \| 2 \| 港島綫往堅尼地城（天后） \| \| \| |   |  |
|                     |      | 港島綫往柴灣（北角） | 1 |  |
| 分離式 · 開右邊车门 |      | |   |  |
| 暗挖式月台層通道    |      | |   |  |
| 分離式 · 開右邊车门 |      | |   |  |
|                     | 2    | 港島綫往堅尼地城（天后） |   |  |

### 大堂
炮台山站大堂內共設有5間商店，此外亦設有不少自助服務設施。
- 車站大堂，付費區內（2023年1月）
- 連接大堂及月台的升降機（2022年12月）

### 月台
炮台山站設有兩個分離式月台，上下行月台均設在同一樓層，而兩個月台之間則為以暗挖方式興建的寬闊通道，設計與典型倫敦地鐵車站及廣州地鐵的越秀公园站雷同。車站於港島綫通車之時並未有裝設月台幕門，直至2005年前地鐵公司才為車站加設。
炮台山站只設有一組共4條的扶手電梯連接大堂及月台層東面，原計劃增闢南面大堂並設有通道連接月台層西面位置，但計劃最終擱置，結果位於東面的大堂仍為車站唯一的大堂，是乘客通往地面的必經之路。
在港島綫通車時，該4條扶手電梯為當時全前地鐵系統中最長的扶手電梯。此外，車站月台東端設有一部升降機及一條樓梯連接大堂，當中該樓梯一共有130級，平時甚少乘客使用。
- 1號月台（2021年5月）
- 2號月台（2021年5月）
- 連接大堂與月台的扶手電梯（2009年6月）
- 設於兩個月台中間的闊長行人通道，遠方為連接大堂的扶手電梯（2023年1月）

### 出入口
|                                      |          | |      |
| 編號                                 | 指示     | 建議前往的目的地 | 圖片 |
| 出口 · A                             | 油街     | 油街、艇街、港島海逸君綽酒店、富薈炮台山酒店、京華道、電氣道148號、友邦廣場、BEAK TERRACE Serviced Apartments、電氣道、萬國寶通中心、東岸公園（第一期）、英皇道、富澤花園、港匯東、香港考評局炮台山評核中心、錦平中心、桂洪集團中心、理文商業中心、油街實現藝術空間、海景大廈、七海商業中心、香港莎瑪炮台山服務式公寓、聯合出版大廈、防止虐待兒童會、維多利亞公園、海峰園、明愛社區書院–天后                                                                                             |      |
| 出口 · B · 盲道标志 · 轮椅辅助车标志 | 康澤花園 | 康澤花園、明愛單親家庭互助中心、城市花園酒店、城市醫療保健中心、路德會北角協同中學、電燈中心、炮台山循道衛理中學、炮台山道、福建中學、北角城中心、維港頌、香港大學專業進修學院、國都廣場、光超台、豪廷峰、城市金庫商場、城市中心、新時代廣場、宣道會北角堂家庭服務中心、保良局余李慕芬紀念學校、和富、和富中心、華豐國貨、怡安中心、電氣道、聖公會聖米迦勒小學、香港莎瑪炮台山服務式公寓、電氣道市政大廈、城市花園、城市醫療保健中心、金文泰中學、顯理中學、張祝珊英文中學、香港樹仁大學 |      |
| 註： 設有 \| 設有輪椅輔助車          |          | |      |

### 車站藝術
| 炮台山站藝術品概覽 | 炮台山站藝術品概覽 | 炮台山站藝術品概覽 | 炮台山站藝術品概覽 | 炮台山站藝術品概覽 |
| 圖片               | 藝術品             | 藝術家             | 位置               | 完成日期           |
| ------------------ | ------------------ | ------------------ | ------------------ | ------------------ |
|                    | 《再創存在》       | 趙海天（香港）     | 車站B出口通道      | 2002年9月          |

## 接駁交通及港鐵優惠
使用八達通的乘客於炮台山站轉乘專線小巴49M可獲減免港幣$0.5的車資。
除此之外，和富Worfu亦設有適用於炮台山站的港鐵特惠站，為使用成人八達通的乘客提供港幣2元車費回贈。

## 歷史

### 啟用
1967年，地鐵規劃港島綫初稿中，位於炮台山區的車站稱為「天后站」，大約位置在油街一段英皇道及七海商業中心的地底，跟現時炮台山站位置相約。1980年，地鐵對港島綫的規劃作出更改，將原有的天后站一分為二，並分別稱為「域多利站」及「炮台站」。其中新增的域多利站位於銅鑼灣裁判署地底。兩站其後再分別更名為「天后站」及「炮台山站」，並於1985年5月31日與港島綫同時啟用。炮台山站以綠色作主題，呼應車站地面上北角堡壘街一帶設立炮台的山頭，車站由李景勳、雷煥庭建築師事務所設計，並由保華建業集團承建。
另外，在早期炮台站的計劃中，蜆殼街近七海商業中心一帶原為南大堂所在地，以便乘客由天后北一帶步行至炮台站。但因該區最終的可發展密度及規模因應東區發展而放緩，使其人口比預期為低，故南大堂在較後期的港島綫規劃中被擱置。
據《明報》報導，香港政府早在1980年代初，已在英皇道嘉信大廈地下及地庫（七海商業中心）擁有預留區，作日後興建出入口之用。東區區議會轄下的交通及運輸事務委員會在2008年12月18日討論在炮台山站興建新出入口的事宜，多名區議員均要求港鐵公司利用該預留區。港鐵公司則表示，炮台山站的人流雖然有輕微增長，但原有兩個出入口仍足夠應付，沒有興建新出入口的需要；而現時的炮台山站的位置與當初預留位置時規劃的有所差異，由車站連接至七海商業中心亦會比較遠。

### 上蓋物業
炮台山站上蓋由恆隆地產、新世界為首的財團及港鐵公司發展的中型住宅項目康澤花園於1985年8月中開始發售，並於1987年入伙。

### 九廣鐵路英段／觀塘綫延綫（計劃擱置）
在1980年代末，九廣鐵路曾有興建過海鐵路的計劃，把九廣鐵路英段（現稱東鐵綫）由旺角車站（即兩鐵合併後的東鐵綫旺角東站）延長，以地下隧道方式經何文田站及黃埔站，過海到達香港島的炮台山站，再連接維多利亞公園及中環至灣仔填海區，為當時的「第三條過海鐵路」計劃，當時預計在1998年前落成。
而在接近同一時間，1989年5月運輸科發表的《香港運輸政策綠皮書》中建議興建「油麻地至炮台山鐵路」，連接油麻地站及炮台山站。
然而其後於1990年，因機場鐵路的落實興建，取代該綫的需求，以上兩個方案均擱置興建。及後，香港政府、九廣鐵路公司及地鐵公司已經沒有再計劃，提出或建議「油麻地至炮台山鐵路」，而部分路段則成為觀塘綫延綫。
在《鐵路發展策略2000》的長遠發展方案中，政府劃出第五條過海鐵路的粗略定線，這一個粗略定線與1989年建議的「油麻地至炮台山鐵路」或沙中線大致上相似，但未能夠證實「油麻地至炮台山鐵路」被重提，而擱置原因是由於九龍東居民已習慣使用過海巴士前往港島。

### 變更
炮台山站自啟用以來，除了作出小規模翻新及增設月台幕門外，並無重大改變。直至2006年，前地鐵公司在車站加設更多商店。

### 更新連接大堂和月台之間的升降機
炮台山站唯一一部升降機（連接大堂和月台之間）曾於2018年1月15日起暫停使用，以作機件升級及零件更換，工程已於同年8月初完成後重投服務。

## 未來發展

### 連接大堂與地面的升降機

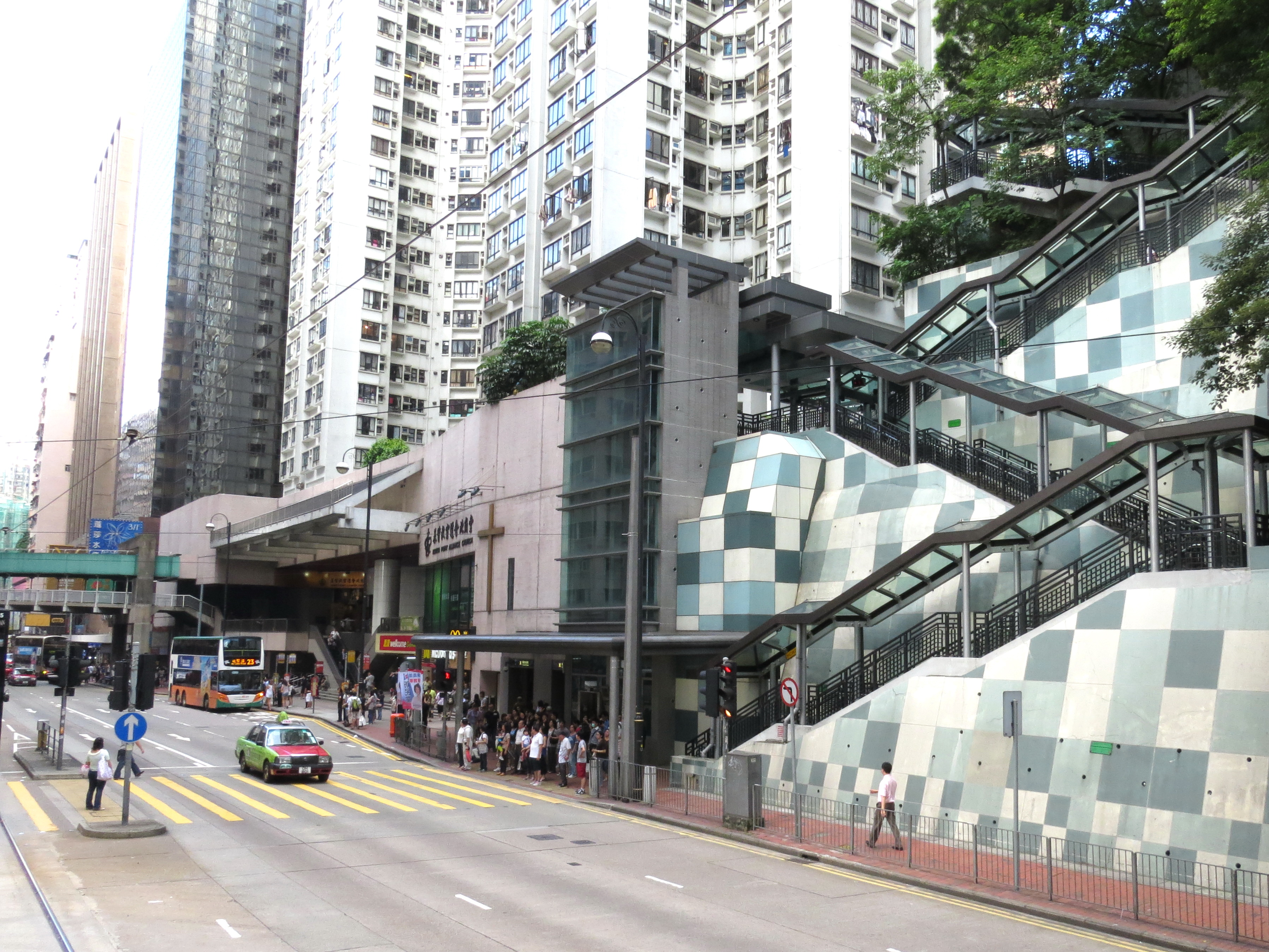
位於英皇道連接炮台山道的升降機（2012年7月）

炮台山站目前並未設有升降機連接車站大堂與地面層，故亦引起了不少乘客之詬病。
港鐵曾計劃改裝現時位於地面層、屬於香港政府的兩部升降機（連接英皇道與炮台山道），將升降機伸延至地底車站大堂。工程原計劃於2016年年初展開，2018年下半年完成，然而相關工程最後卻未有展開。
直到2021年8月，路政署計劃興建寶馬山行人通道系統，其中包括增建連接炮台山站大堂的升降機塔，預計所有工程於2027年第三季完成。

## 外部連結
- 港鐵公司－炮台山站街道圖 （页面存档备份，存于）
- 港鐵公司－炮台山站位置圖 （页面存档备份，存于）
- 港鐵公司－炮台山站列車服務時間 （页面存档备份，存于）
- 香港鐵路大典上的相关条目：炮台山站